# Anemopaegma orbiculatum
Anemopaegma orbiculatum là một loài thực vật có hoa trong họ Chùm ớt. Loài này được (Jacq.) DC. mô tả khoa học đầu tiên năm 1845.